# بازی آنلاین چندنفرهٔ کلان
بازی آنلاین چندنفرهٔ کلان(به انگلیسی: Massively multiplayer online game)(مخفف انگلیسی: MMO یا MMOG) ژانری از بازی‌های ویدئویی آنلاین است، که در محیطی مشترک با تعداد زیادی از بازیکنان دیگر انجام می‌شود. در این ژانر، بازیکن می‌تواند علاوه بر تعامل با شخصیت‌های بازی و محیط بازی، به کمک بازیکن‌های دیگر ماموریت‌های مختلف را انجام دهد، به کاوش در دنیای بازی مشغول شود و حتی با دوستانشان گروه تشکیل دهند و با غول آخر بازی مبارزه کنند.

## نمونه‌ها
الدر اسکورولز آنلاین
دنیای وارکرفت